# Campeonato Mundial de Ciclismo en Pista de 1899
El VII Campeonato Mundial de Ciclismo en Pista se celebró en Montreal (Canadá) entre el 9 y el 11 de agosto de 1899 bajo la organización de la Asociación Ciclista Internacional y la Federación Canadiense de Ciclismo.
Las competiciones se realizaron en el Velódromo de Queen's Park de la ciudad canadiense. En total se disputaron 4 pruebas, 2 para ciclistas profesionales y 2 para ciclistas aficionados o amateur.

## Medallistas

### Profesional
| Evento      | Oro                         | Plata                      | Bronce                           |
| ----------- | --------------------------- | -------------------------- | -------------------------------- |
| Velocidad   | Major Taylor Estados Unidos | Tom Butler Estados Unidos  | Gaston Courbe d'Outrelon Francia |
| Medio fondo | Harry Gibson Canadá         | Hugh McLean Estados Unidos | Ken Boake Estados Unidos         |

### Amateur
| Evento      | Oro                            | Plata                         | Bronce               |
| ----------- | ------------------------------ | ----------------------------- | -------------------- |
| Velocidad   | Thomas Summersgill Reino Unido | Earl Peabody Estados Unidos   | John Caldow Canadá   |
| Medio fondo | John Nelson Estados Unidos     | Robert Goodson Estados Unidos | George Riddle Canadá |

## Medallero
| Núm. | País           | Oro | Plata | Bronce | Total |
| ---- | -------------- | --- | ----- | ------ | ----- |
| 1    | Estados Unidos | 2   | 4     | 1      | 7     |
| 2    | Canadá         | 1   | 0     | 2      | 3     |
| 3    | Reino Unido    | 1   | 0     | 0      | 1     |
| 4    | Francia        | 0   | 0     | 1      | 1     |
|      | TOTAL          | 4   | 4     | 4      | 12    |